# Три кота
«Три кота» — російський мультиплікаційний серіал для глядачів без вікових обмежень, орієнтований на дітей дошкільного віку. Виходить з 24 жовтня 2015 року.
Режисер — Дмитро Висоцький, виробництво ТОВ «Студії Метрафильмс» на замовлення телеканалу «СТС».
Серіал «Три кота» отримав успіх не тільки в Росії, але і у міжнародної аудиторії. За повідомленням прес-служби холдингу «СТС Медіа», завдяки співпраці з телеканалом Nick Junior, другий сезон мультсеріалу доступний до перегляду більш ніж в 170 країнах світу. Показують на СТС і СТС Kids.

## Створення
Спочатку творці серіалу «Три кота» планували зняти мультсеріал під назвою «Котополіс», дія якого відбувалася в розташованому на острові мегаполісі, населеному кішками. Однак після зйомок пілотного епізоду робота над проектом з технічних причин була припинена, а режисер Дмитро Висоцький запропонував своїм колегам зайнятися створенням серіалу для самих маленьких глядачів. Джерело натхнення для авторів «трьох котів», за їхніми ж власними словами, став Британський анімаційний серіал для дітей" Свинка Пеппа " (Рерра Pig). З самого початку було задумано, що імена всіх трьох кошенят будуть починатися з «До». Пізніше було вирішено, що якщо вже тато працює на кондитерській фабриці, то у дітей імена повинні бути пов'язані з його професією, тому кошенят звуть Компот, Коржик і Карамелька.

## Сюжет
Це історія про повсякденне життя, відносинах і пригоди трьох допитливих кошенят - Компоту, його братика Коржика і їх сестрички Карамельки. В їх великій сім'ї життя ніколи не стоїть на місці, вона насичена подіями! У кожній серії кошенята зустрічаються з новим завданням і разом вчаться виходити з будь-якої ситуації за допомогою своєї фантазії і батьківської поради.

## Персонаж

### Головні герої
- Коржик — середнє кошеня в сім'я. Дуже любить футбол. Любить бігати, стрибати і веселитися. Іноді робить такі речі, що з них доводиться вибиратися всієї сім'ї. Одягнений у форму моряка. День народження у Коржика — 24 червня.
- Карамелька — найменше кошеня в сім'ї. Коронна фраза — «Я знаю, що треба робити!». Носить червоний бант і червону сукенку. День народження у Карамельки — 24 травня.
- Компот — старше кошеня в сім'ї. Ходить до школи. Дуже любить читати наукові книги та енциклопедії, особливо про гриби. Любить шахи та інші ігри на логіку. Коли дуже сильно засмучується, вигукує «Ну ось!" і починає плакати. Обожнює смачно поїсти. Носить зелений костюм і шапку, схожу на ковпак. День народження у Компоту — 24 липня.
- Мама (Кісуля) — турботлива і енергійна. Часто жартує над своїм чоловіком і дітьми, але при цьому дуже їх любить. Працює дизайнером дитячого одягу. Займається фітнесом.
- Папа (Котя) — дуже добрий і трохи розсіяний. Працює на кондитерській фабриці. Обожнює кондитерську справу і завжди сам готує вдома торти, тістечка та солодощі. Практично весь вільний час проводить разом з дітьми. Утворитив презентацію свого кафе "Три кота"»

### Другорядні персонажі
- Лапочка — кішечка-принцеса. Любить красу і хоче, щоб все навколо було красиво. Її мама відмінно грає на піаніно.
- Женучи — дуже добрий і хороший. Любить інопланетян і все, що пов'язано з космос. Також періодично сидить у своєму смартфоні.
- Нудик (від слова «зануда") — тихий і сором'язливий меланхолік. Любить клоунів і мріє стати одним з них.
- Сажик — фантазер, любитель жах і страшилок (найбільше йому подобаються вампір).
- Шуруп — розумник, має проблеми зі зору і носить окуляри. Йому подобається щось постійно винаходити. Його тато працює на пожежний станція.
- Гірчиця — кішечка, трохи сварлива, але доброзичлива. Любить кекси і еклери. Незважаючи на шкідливість, готова пограти з друзями і показати їм щось нове.
- Бантик — дуже добре кошеня. Любить грати на скрипка і ставити спектакль.
- Ізюм — кошеня жовтий масть. Дуже любить малювати.
- Бублик — маленьке кошеня. Двоюрідний брат кошеня. Любить грати з дитячими дрібничками.
- Дантист — кіт стоматолог, лікувавший зуб у клініці. Перший і єдиний раз з'являється в серії»молочний зуб".
- Бабуся — мати мами. Дуже добра, але занадто турботлива. Має свій город і фруктовий сад. Обожнює стрільбу з лука і бадмінтон. Знає безліч цікавих ігор.
- Тітка Кориця — сестра мама. Добра, має хвостик з волосся на маківці.
- Дядько Кекс — брат-близнюк тата, талановитий актор.
- Дідусь — батько тата. Живе і працює на маяк. Вчинивши навколосвітня подорож. Любить займатися дайвінг.
- Пончик — коричневий кіт і син дядька кексу. Він ще маленький. У нього є трьох колісний велосипед, який йому подарував Компот. Веселий.
- Жовтий кепочка — новий друг Коржика, компоту і Карамельки в «новорічній серії». Вперше вони познайомилися в мотелі аеропорту, коли він втратив свою жовту кепку. Теж живе в Котополісі. Можливо, є відсиланням до Червоній Шапочці.
- Дядько Боба — синій кіт, старий друг Тата. Разом з татом літав на повітряній кулі (серія "Фестиваль повітряних куль").
- Моті — дочка іноземного кота, гостя з Японія. Стала подругою кошенят. Спочатку їм здавалися дивними її традиція, які у них не поширені, але потім кошенята звикли до них.

## Творці
| автори сценарію           | Дмитро Висоцький, Дарина Шмідт                                                                    |
| Режисери                  | Дмитро Висоцький, Олексій Горбунов                                                                |
| Режисер-постановник       | Дмитро Висоцький                                                                                  |
| художник                  | Ольга Юсібова                                                                                     |
| Художник-постановник      | Андрій Сікорський                                                                                 |
| композитор                | Олексій Яковель                                                                                   |
| звукорежисер              | Ігор Яковель, Денис Душин                                                                         |
| запис акторів             | Станіслав Глушінскій                                                                              |
| аніматори                 | Олександра Агрінская, Олександра Кречман, Анастасія Панасівська, Марія Пальнікова, Катерина Дєдух |
| ведучий аніматор          | Павло Генендер                                                                                    |
| Лейаута і компоузінг      | Антон Рудін                                                                                       |
| спецефекти                | Павло дубарь                                                                                      |
| Керівник відділу анімації | Октай Юсібов                                                                                      |
| редактор                  | Вероніка Живолуб                                                                                  |
| начальник виробництва     | Юлія Дятченко                                                                                     |
| Фінансовий директор       | Михайло Наришкін                                                                                  |
| Виконавчий продюсер       | Карина Кабанова                                                                                   |
| продюсери                 | В'ячеслав Муругов, Артем Васильєв, Ксенія Гордієнко, Юлія Міндубаева, Наталія Іванова-Достоєвська |
| координатор               | Катерина Богомолова                                                                               |

## Ролі озвучували
Російський  Дубляж
| Актор                 | Роль |
| --------------------- | --- |
| Максим Сергеев        | Рассказчик, Таможенник, Вождь племени, Капитан, Кот без забот, Папа Гони, Друг Дедушки, Продавец, Начальник, Посетитель, Работник парка, Шеф-кондитер, Полицейский, Археолог, Дежурный, Мастер, Комментатор, Диктор, Стоматолог, Кот-таможенник, Ведущий конкурса, Почтальон   |
| Елена Шульман         | Мама |
| Михаїл Хрустальов     | Папа, Телеведущий, Дядя Кекс, Начальник вокзала, Комментатор, Спортсмен, Официант, Папин брат, Кекс |
| Михаил Новодворцев    | Компот |
| Илья Хрусталёв        | Коржик, Большой Бублик, Изюм, Гоня |
| Александра Глушинская | Карамелька |
| София Гадасина        | Лапочка |
| Тимур Хамитов         | Гоня |
| Александр Артамонов   | Нудик |
| Максим Чередниченко   | Бантик |
| Светлана Кузнецова    | Мама, Тётя Корица, Бабушка, Голос лодки, Кошка из рекламы, Диспетчер, Телеведущая, Продавщица, Автоответчик, Стюардесса |
| Анна Глушинская       | Бублик, Компот в детстве, Пончик |
| Дмитрий Высоцкий      | Матрос, Дедушка, Стражи, Механик, Режиссеры, Монстр, Зритель, Дворник, Робот, Проводник, Робокот, Маляр, Фотограф, Рыбак, Экскурсовод, Кот-художник, Тонущая кошка, Капитан, Неизвестный, Музыкант, Лыжник, Гардеробщик, Садовник, Шерлок Кот, Шеф-повар, Папа Сажика, Попугай |
| Станислав Концевич    | Капитан |
| Марина Гладкая        | Мама Гони |
| Дмитрий Стрелков      | Папа Жёлтой кепочки, Ведущий, Полицейский, Нэко Сан |
| Степан Обарухин       | Изюм |
| Мария Сопоровская     | Мама Гони |
| Андрей Матвеев        | Привратник |
| Александр Васильев    | Кот Викинг, Дядя Боба |
| Станислав Войнич      | Экскурсовод, Папа Изюма, Фотограф, Журналист |
| Валерий Чеботаев      | Робокот |
| Ольга Вечерик         | Секретарша |
| Андрей Ищенко         | Нудик |
| Геннадий Смирнов      | Ведущий |
| Варвара Хлебникова    | Лапочка |
| Анна Казанцева        | Горчица |
| Роман Каграманян      | Сажик |
| Виктория Слуцкая      | Мама Гони, Мама Горчицы |
| Евгений Балабанов     | Шуруп |
| Владимир Маслаков     | Дедушка |
| Владимир Батруков     | Котёнок в кепочке, Жёлтая кепочка |
| Андрей Тенетко        | Папа Шурупа |
| Лука Сыромятников     | Изюм |
| Ксения Бржезовская    | Мама Лапочки |
| Алексей Линёв         | Шуруп |
| Мария Шустрова        | Мама Гони |
| Светлана Шейченко     | Библиотекарь |
| Ольга Ковалевская     | Моти |

## Список епізодів
Епізоди тривають по 4 або 5 хвилин

### 1 сезон
| № | Імя               | Дата виходу   |
| - | ----------------- | ------------- |
| 1 | музична листівка  | 7 січня 2009  |
| 2 | кіношедевр        | 8 січня 2009  |
| 3 | пікнік            | 9 січня 2009  |
| 4 | день страшилок    | 14 січня 2009 |
| 5 | Варення в підвалі | 21 січня 2009 |
| 6 | велосипед         | 28 січня 2009 |
| 7 | скарб             | 4 лютого 2009 |
| 8 | Гра в доктора     | 6 січня 2010  |

- 9 серія. детектив 13 січня 2010
- 10 серія. Похід в магазин 20 січня 2010
- 11 серія. снігові скульптури 27 січня 2010
- 12 серія. Космічна подорож 3 лютого 2010
- 13 серія. неділя 10 лютого 2010
- 14 серія. «Та, що говорить» птах 17 лютого 2010
- 15 серія. Прийшла весна 5 січня 2011
- 16 серія. Пошта 12 січня 2011
- 17 серія. танцювальний конкурс 19 січня 2011
- 18 серія. Будиночок на дереві 26 січня 2011
- 19 серія. Картинна галерея 2 лютого 2011
- 20 серія. урожай 9 лютого 2011
- 21 серія. День народження мами 16 лютого 2011
- 22 серія. Телефон 4 січня 2012
- 23 серія. снігові гірки 10 січня
- 24 серія. Дід Мороз і Снігуронька 11 січня 2012
- 25 серія. Кулінарне шоу 1 лютого 2012
- 26 серія. Новий рік 5 лютого 2012
- 27 серія. Папа за маму 17 лютого 2012
- 28 серія. літак 25 лютого 2012
- 29 серія. письменники 7 жовтня 2012
- 30 серія. Чарівна паличка 12 жовтня 2012
- 31 серія. татів брат 26 жовтня 2012
- 32 серія. відрядження 11 грудня 2012
- 33 серія. Молочний зуб 25 грудня 2012
- 34 серія. дайвінг 1 січня 2013
- 35 серія. Сни на замовлення 10 січня 2013
- 36 серія. фантазія 23 січня 2013
- 37 серія. метелик 2 лютого 2013
- 38 серія. супергерої 19 лютого 2013
- 39 серія. Повітряні змії 2 січня 2014
- 40 серія. таємничий злодій 8 січня 2014
- 41 серія. День чорного кота 16 січня 2014
- 42 серія. У пошуках кита 5 лютого 2014
- 43 серія. Гра в шахи 12 лютого 2014
- 44 серія. Залізна дорога 26 лютого 2015
- 45 серія. домашнє телебачення 3 січня 2015
- 46 серія. Циркова вистава 6 січня 2015
- 47 серія. Пожежна станція 18 січня 2015
- 48 серія. дикі пригоди 25 січня 2015
- 49 серія. Гра в мовчанку 3 лютого 2015
- 50 серія. прибульці 14 лютого 2015
- 51 серія. золота рибка 20 лютого 2015
- 52 серія. Конкурс краси 27 лютого 2015

|}

### 2 сезон
- 53 серія. Гарні манери 28 листопада 2015

|-
- 54 серія. археологи 31 грудня 2015

|-
- 55 серія. рації 22 лютого 2016

|-
- 56 серія. Опудало 4 квітня 2016

|-
- 57 серія. вистава бантики 10 травня 2016
- 58 серія. солодка правда 25 червня 2016
- 59 серія. скарби Єгипту 3 серпня 2015
- 60 серія. Ігри в темряві 6 жовтня 2016
- 61 серія. хованки 4 листопада 2016
- 62 серія. Чемпіонат 28 грудня 2016
- 63 серія. талант Нудик 3 лютого 2017
- 64 серія. Теніс з татом 20 березня 2017
- 65 серія. маленькі гонки 7 квітня 2017
- 66 серія. привиди 17 травня 2017
- 67 серія. Тихий час 16 червня 2017
- 68 серія. Хто винен? 5 липня 2017
- 69 серія. атракціони 29 серпня 2017
- 70 серія. ресторан 19 жовтня 2017
- 71 серія. Прогулянка з татом 26 листопада 2017
- 72 серія. Хокей 29 грудня 2017
- 73 серія. Музичні інструменти 6 лютого 2018
- 74 серія. татів телефон 21 березня 2018
- 75 серія. У тата на роботі 28 квітня 2018
- 76 серія. Інструкція 31 травня 2018
- 77 серія. пам'ять 5 липня 2018
- 78 серія. Камінь ножиці папір 19 серпня 2018
- 79 серія. піаніно 29 вересня 2018
- 80 серія. винахід 30 жовтня 2018
- 81 серія. рятувальники 9 грудня 2018
- 82 серія. Непотрібні речі 6 січня 2019
- 83 серія. Ніч на природі 25 січня 2019
- 84 серія. Зрозуміти і пробачити 15 березня 2019
- 85 серія. ремонт 26 квітня 2019
- 86 серія. забій
- 87 серія. Сила волі
- 88 серія. сварка
- 89 серія. Мама захворіла
- 90 серія. сюрприз
- 91 серія. Одяг для кошенят
- 92 серія. зарядка
- 93 серія. Квадрокоптер
- 94 серія. Кот без турбот
- 95 серія. за чайником
- 96 серія. прокинутися вчасно
- 97 серія. таємничий тортоежка
- 98 серія. братик
- 99 серія. самокат
- 100 серія. Печера
- 101 серія. мікроби
- 102 серія. Бюро добрих справ
- 103 серія. Дрібниці життя
- 104 серія. Мушля

### 3 сезон
- 105 серія. сніговий будиночок
- 106 серія. Сюрприз для мами
- 107 серія. В гостях у гірчиці
- 108 серія. лабіринт
- 109 серія. екскурсія
- 110 серія. Кошенята поспішають на допомогу
- 111 серія. заморські гості
- 112 серія. мамин квітка
- 113 серія. бібліотека
- 114 серія. вибори
- 115 серія. Снігова битва
- 116 серія. закон економії
- 117 серія. лісові котики
- 118 серія. інтерв'ю
- 119 серія. принцеса Карамелька
- 120 серія. Фотосесія
- 121 серія. втрачений динозавр
- 122 серія. кавуновий день
- 123 серія. дерева
- 124 серія. Робокот Компоту
- 125 серія. зорепад
- 126 серія. Точно в ціль
- 127 серія. травневий жук
- 128 серія. машинка
- 129 серія. морські гри
- 130 серія. виставка динозаврів
- 131 серія. Подорож на поїзді
- 132 серія. загадкова знахідка
- 133 серія. Звідки береться мед
- 134 серія. Фестиваль повітряних куль
- 135 серія. Сила тяжіння
- 136 серія. Дорожні знаки
- 137 серія. Сміття в парку
- 138 серія. хліб
- 139 серія. бали
- 140 серія. Гіроскутер для Компоту
- 141 серія. критика
- 142 серія. кіностудія
- 143 серія. каратисти
- 144 серія. Коржик рання пташка
- 145 серія. Коржик - зірка
- 146 серія. тільки спокій
- 147 серія. портрет
- 148 серія. автосервіс
- 149 серія. договір
- 150 серія. Каша на сніданок
- 151 серія. Котоквест
- 152 серія. Підкорювач вершин
- 153 серія. Новорічна серія (Примхи погоди, буркітливий животи, Успішні гастролі, Повернення додому, 18 хвилин)
- 154 серія. Вперед у минуле (10 хвилин)
- 155 серія. Жовта Підводний човен (10 хвилин)
- 156 серія. Марсіанин (10 хвилин)

### Спеціальні епізоди
Кожен епізод тривати по 2 хвилини
- 1 (157) серія. Будь здоров
- 2 (158) серія. Як мити лапки
- 3 (159) серія. Танець Міу-Міу
- 4 (160) серія. Зарядка з коржиками
- 5 (161) серія. Тістечка з Гірчицею

## Трансляція
- З 24 жовтня 2015 року прем'єрні випуски і повтори минулих епізодів транслюються на телеканалах «СТС» і «Карусель».
- У 2017 році повтори першого сезону проходили на каналі «Nick Jr.»
- З червня по грудень 2018 року мультсеріал транслювався на «СТС Love», але на «СТС Kids» транслюється досі.
- З 1 січня 2019 року мультсеріал транслюється на телеканалі «360º» тільки в святкові дні.
- У Білорусії мультсеріал транслюється на телеканалі «ВТВ».

## Відсилання
- У серії «Картинна галерея» відсилання до картинам « Чорний квадрат » Казимира Малевича ( «Квадратний кіт»), « Крик » Едварда Мунка, « Мона Ліза » Леонардо да Вінчі ( «Кішечка з посмішкою») і « Дівчинка на кулі » Пабло Пікассо ( «Кішечка на кулі») і до скульптури « Мислитель » ( «Кіт, який задумався»).
- У серії «Кіностудія» кошенята йдуть дивитися на зйомки фільму «Зоряні Коти», який посилається на серію фільмів « Зоряні Війни », обігруючи також бій головного героя з ворогом на лазерних мечах. Крім цього, режисер фільму зовні дуже схожий на Джорджа Лукаса . У цій же серії є відсилання до фільму « Титанік », коли кошенята ходять по павільйонах в пошуках потрібного їм.
- У серії «Космічна подорож», коли кошенята виходять на вулицю як у відкритий космос, звучить музика з фільмів "Зоряні Війни».
- У серії «Прийшла весна» вимазані брудом сім'я хрюкає по черзі - так само, як головні герої серіалу « Свинка Пеппа » в заставці серії.
- Дата весілля у Коті і кісулю - 10 жовтня . Але в серії « Ресторан » дія відбувається взимку.

## Фестивалі та нагороди
- 2016 - V Московський фестиваль російського кіно «Будемо жити! »- Номінація« Анімаційне кіно »: Спеціальний диплом« За розкриття внутрішнього життя сімейства котячих »-« Варення в підвалі »(серіал« Три кота ») реж. Дмитро Висоцький, студія « Студія Метрафільмс [Архівовано 12 травня 2021 у Wayback Machine.] » [2] .
- 2017 - 22 Відкритий Російський Фестиваль анімаційного кіно в Суздалі: в категорії «Найкращий серіал» - диплом «За сценарну рішення» - «Папа за маму» (серіал «Три кота» реж. Дмитро Висоцький) [3] .
- 2017 - Ікар (кінопремія) : Лауреатом в номінації «Епізод» став «Папа за маму» (серіал «Три кота» реж. Дмитро Висоцький) [4] .
- 2018 - ТЕФІ (перемога в номінації «Програма для дітей та юнацтва») [5]
- 2020 року - премія Асоціації продюсерів кіно і телебачення (перемога в номінації «Кращий анімаційний серіал») [6] .